# Rodoñá
Rodoñá o Rodoña (oficialmente en catalán Rodonyà) es un municipio de la comarca del Alto Campo en la provincia de Tarragona, comunidad autónoma de Cataluña, España.
Está situado al sureste de la comarca, en el límite con el Bajo Panadés, a la izquierda de la riera de Gaià, al lado de Montmell.

## Historia
Al parecer, en 1214 el castillo de Rodoñá ya existía, pero la primera noticia documentada data del 1310, con motivo de la compra de Vilabella y del feudo de Rodoñá por parte de Guillem de Rocabertí, arzobispo de Tarragona, a Bernat de Centelles. El año 1409 pasó a manos de los señores de Tamarit.
En el año 1721 se instaló un destacamento de Mozos de Escuadra que, junto con el de La Selva del Campo, fue de los últimos en desaparecer.
Los últimos señores de la Baronía de Rodoñá fueron los Vilallonga, también señores de Estarás, que el año 1868 vendieron el castillo y todos sus bienes. A finales del siglo pasado, el castillo fue comprado por un vecino del pueblo y más tarde pasó a ser propiedad del Ayuntamiento.

## Geografía humana

### Demografía
Cuenta con una población de 521 habitantes (INE 2024).
| Gráfica de evolución demográfica de Rodoñá entre 1842 y 2021 |
| |
| Población de derecho según los censos de población del INE Población de hecho según los censos de población del INEEn estos censos se denominaba Rodoñá: 1842, 1857, 1860, 1877, 1887, 1897, 1900, 1910, 1920, 1930, 1940, 1950 y 1960 En estos censos se denominaba Rodoña: 1970 y 1981 |

### Núcleos de población
Rodoñá está formado por dos núcleos o entidades de población, aunque uno de ellos, está actualmente deshabitado.
Lista de población por entidades:
| Entidad de población        | Habitantes (2006) |
| --------------------------- | ----------------- |
| Rodoñá                      | 20                |
| La Pineda de Santa Cristina | 0                 |
| Fuente: Municat             |                   |

### Evolución demográfica
| 912                        | 745 | 509 | 353 | 474 |
| (Fuente: [cita requerida]) |     |     |     |     |

- Gráfico demográfico de Masquefa entre 1717 y 2006

1717-1981: población de hecho; 1990-: población de derecho

## Símbolos

### Escudo
Escudo losanjado: de argén, un monte de sinople moviente de la punta cargado de un agnus Dei tumbado reguardando de argén, nimbada de oro, portando la banderola de gules con una cruz plena de argén y el asta cruzada de oro, y en la cima un castillo de azur abierto. Por timbre una corona de conde.
Fue aprobado el 18 de octubre de 1999.
El castillo encima del montículo es el de la localidad, que fue el centro de la baronía de Rodoñá. El cordero de Dios, o agnus Dei, es el atributo de San Juan Bautista, patrón de la población.

## Administración y política
| Periodo   | Nombre                    | Partido                 |
| --------- | ------------------------- | ----------------------- |
| 1979-1983 | Juan Batalla Puig         | Centristes de Catalunya |
| 1983-1987 | Joan Batalla Puig         | CiU                     |
| 1987-1991 | Joan Batalla Puig         | CiU                     |
| 1991-1995 | Josep Maria Saumell Calaf | CiU                     |
| 1995-1999 | Josep Maria Saumell Calaf | CiU                     |
| 1999-2003 | Josep Maria Saumell Calaf | CiU                     |
| 2003-2007 | Josep Maria Saumell Calaf | CiU                     |
| 2007-2011 | Josep Maria Saumell Calaf | CiU                     |
| 2011-2015 | Josep Maria Saumell Calaf | CiU                     |
| 2015-2019 | Enric Ferré Ginovart      | CiU                     |
| 2019-2023 | Enric Ferré Ginovart      | JUNTS                   |
| 2023-act. | Enric Ferré Ginovart      | Rodonyà avança (AERA)   |

## Monumentos y lugares de interés
- Casa consistorial.
- Castillo de Rodoñá: Uno de los edificios más emblemáticos del municipio. Actualmente, de este castillo se conserva el bloque cuadrangular de las cuatro paredes principales, coronadas de almenas. En el interior se conservan algunas paredes y arcos; en el exterior, un trozo de muralla y la puerta que da al patio de entrada; y, en el subterráneo, unas minas.
- Iglesia de San Juan Bautista: En el centro del pueblo, se encuentra la iglesia parroquial, dedicada a San Juan Bautista, construida en el tercer cuarto del siglo XVIII, de estilo neoclásico. El campanario es de planta cuadrada y acabado en una torre octogonal.
- Casa de la Cultura, biblioteca municipal.
- Plaza Mayor.
- Plaza del Castillo.